# タレントマネジメント
タレントマネジメント （TM）は、HRMなどに代わる統合的な戦略的人的資本の管理を意味する包括的概念である。組織に必要な人的資本の予測と、それらのニーズを満たすための計画を指す。  この分野は、特にマッキンゼーの1997年の研究と2001年のThe War for Talentに関する本で、実践者の間だけでなく、学術的議論においても重要性が増し、関心を集めている。  この文脈でのタレント管理は、 芸能人の管理を指すものではない。 
タレントマネジメントは、 戦略的な人事計画を使用してビジネス価値を向上させ、企業や組織が目標を達成できるようにする科学。 人材を採用、維持、育成、報酬、および実行させるために行われるすべてのことは、人材管理および戦略的労働力計画の一部である。 タレントマネジメント戦略は、 ビジネス戦略とローカルコンテキストにリンクして、より適切に機能する必要がある（Tyskbo、2019） 

## 歴史
20世紀後半に企業で広く見られた「タレントマネジメント」の前身は、社内のタレント開発を中心としていました。中間管理職の人材の過剰供給を生み出す管理職のトレーニングと評価に重点が置かれました。1970年代の景気後退時に、ホワイトカラー労働者の一時解雇禁止政策と相まって、企業に浸透していった。1980年代の景気後退により、企業が再編され、内部開発の重要性が低下するにつれて、失業率が大幅に増加しました。その結果、外部の人材の採用は、これまで企業で見られた内部の開発スキームに取って代わり、1990年代後半には限界に達しました。
この用語は、1997年の調査を受けてマッキンゼー・アンド・カンパニーによって名付けられた。  翌1998年には「タレントマネジメント」が論文に掲載された。 エリザベスG.チェンバーズ、マークフーロン、ヘレンハンドフィールドジョーンズ、スティーブンM.ハンキン、およびエデュアルドG.マイケルズIIIによって書かれた。 その後、1970年代以降、人材育成と組織の有効性との関係が確立されていく。  

## タレントマネジメント
厚生労働省 「我が国企業のタレントマネジメントの導入状況」の調査によると、日本におけるタレントマネジメントの導入割合は、2012年時点で導入している企業が2%、導入準備中の企業が2.2%だったのに対し、2017年には導入している企業が7.1%、導入準備中の企業が3.8%まで増えており、年々タレントマネジメントへの関心が高まっていることが伺えます。ただし、売上高別で見ると、2017年に1兆円以上の企業の導入率は20%を超えているのに対し、100億円未満の企業はわずか1〜2%程度と、企業規模によってばらつきがあることが伺えます。 タレントマネジメントは導入にコストと労力がかかるため、資本体力がない中小・零細企業には少々導入のハードルが高いのが現状です。

### 人材採用
適切な人材を採用することの重要性は、組織の全体的・長期的な成功にとってとても重要で、採用プロセスには特に大事です。なぜなら、従業員が最初のプロセスを評価しないと、組織にとどまることをいとわないからです。テクノロジーは大幅に進歩し、多くの企業が目前のタスクに適した人材を見つけることができるようになりました。ほぼすべての多国籍企業（MNE）は、その労働力の採用という課題に直面しています。世界のCEOの75％近くが、成長を目指す組織が直面する主な障壁として、必要なスキルと能力が利用できないことを指摘していると報告されています（Sen、2019 ISBN 9781774075333 企業は、従業員を「中途採用」か「育成」のどちらが正しいか判断する必要があります。従業員を育成することは、仕事に必要な特定のスキルを人材に教えることを指します。ただし、従業員がスキルを習得する可能性があるかどうかを判断する必要があります。従業員を雇うことは、仕事に必要なスキルをすでに持っている人材を雇うことです。その人が必要なスキルを持っている場合、それに応じた給与にしなければならないでしょう。(ISBN 9781774075333)